# スイス高原

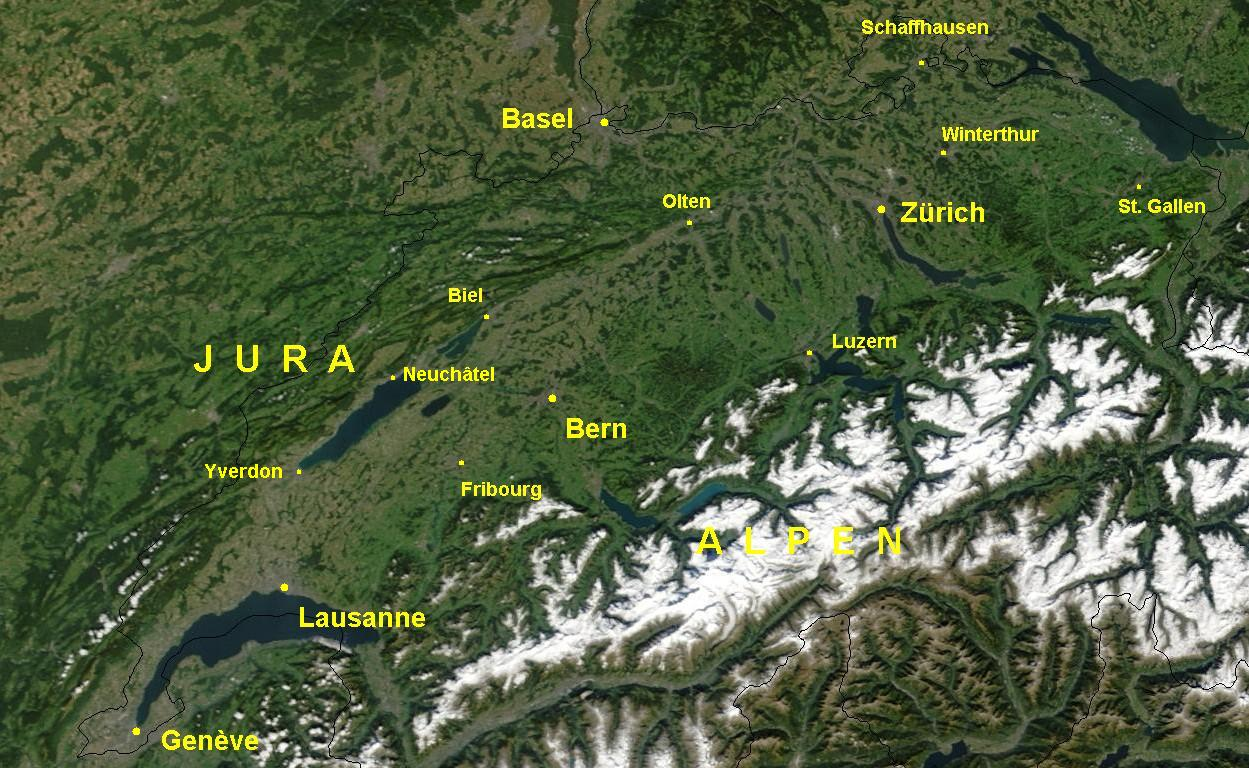
2002年9月30日、スイス高原の衛星画像

スイス高原（英: Swiss Plateau）は、ジュラ山脈、アルプス山脈と並ぶスイスの三大地理的地域の一つであり、国土の約30%を占めるの高原である。Mittelland（中央高原）とも呼ばれる。

## 概要
ジュラ山脈とアルプス山脈に挟まれた地域に位置し、大部分を丘陵が占める。人口の3分の2以上が住んでおり、スイスで最も人口密度が高い。産業の中心地でもある。全域がスイス領内にある湖としては最大であるヌーシャテル湖や、レマン湖などが位置する。